# Venera 6
Venera 6 (ook: Venus 6 of 03648) was een Russische onbemande ruimtevlucht naar Venus uit 1969. Doel van deze missie was onderzoek naar de Venusiaanse atmosfeer te verrichten. De exacte samenstelling van de atmosfeer, de heersende luchtdruk en de temperatuur aan de oppervlakte waren toentertijd nog onbekend.

## Stevig wetenschappelijk debat
Het Venera-programma kende een onfortuinlijke start. De eerste drie missies mislukten door technische tekortkomingen in het ontwerp. Weliswaar zond Venera 4 enige gegevens omtrent de atmosfeer door, maar ook deze landingscapsule begaf het voortijdig tijdens de afdaling. Desalniettemin claimden de Russen dat hun sonde een geslaagde zachte landing uitvoerde, hetgeen de Amerikanen sterk in twijfel trokken. Tijdens een gezamenlijke vergadering van COSPAR (Committee on Space Research) gingen de Amerikaanse deskundige Carl Sagan en zijn Russische collega Arkadii Koezmin met elkaar in discussie. De vertegenwoordiger uit de Sovjet-Unie erkende, dat het aan de oppervlakte van Venus heter moest zijn dan de laatst ontvangen metingen van Venera 4 aangaven. Hij suggereerde echter, dat de capsule neerkwam op een zeer hooggelegen plateau. Sagan riposteerde met de opmerking, dat radarmetingen het bestaan van zulk terrein nooit hadden aangetoond. Bovendien wees hij er op dat de radiosignalen ophielden, voordat de ontwerpspecificaties werden overschreden. Hij concludeerde daarom dat Venera 4 zweeg, omdat de boordbatterij uitgeput raakte. Zijn argumenten overtuigden de Russen.

## Aangepast ontwerp
Na de conferentie schatten Russische wetenschappers de luchtdruk op Venus in op 75 à 100 atm. Het ontwerp van Venera 6 was berekend op 25 atm, dus ook deze sonde zou nooit in functionerende staat op het oppervlak terechtkomen. Venera 4 gaf al een ruwe indicatie omtrent de samenstelling van de atmosfeer, die als basis diende voor de keuze van het boordinstrumentarium. De apparatuur voor chemische analyse van de atmosfeer werd verfijnd. In plaats van een ruwe analyse van veel mogelijke bestanddelen koos men nu voor nauwkeurigere instrumenten met een kleiner meetbereik. Venera 4 t/m 7 beschikten niet over instrumenten, die specifiek op oppervlaktemetingen waren gericht.
Het lanceervenster voor 1969 was echter niet zo gunstig. Hierdoor was de naderingssnelheid tijdens aankomst relatief hoog. Omdat de sonde zeer veel snelheid moest verliezen traden hogere g-krachten op. Dit noodzaakte een versterkte landingscapsule, die tot 450 g aankon. Deze werd uitgetest in een centrifuge, die het ontwerp aan krachten tot 500 g blootstelde.
Kleinere parachutes (qua oppervlak ⅔ van Venera 4) zorgden voor een snellere afdaling. Men hoopte dat hij hierdoor pas op lagere hoogte defect raakte. Drie mogelijke oorzaken waren oververhitting van elektronica, bezwijken onder te hoge luchtdruk of een uitgeputte batterij.

## Opbouw

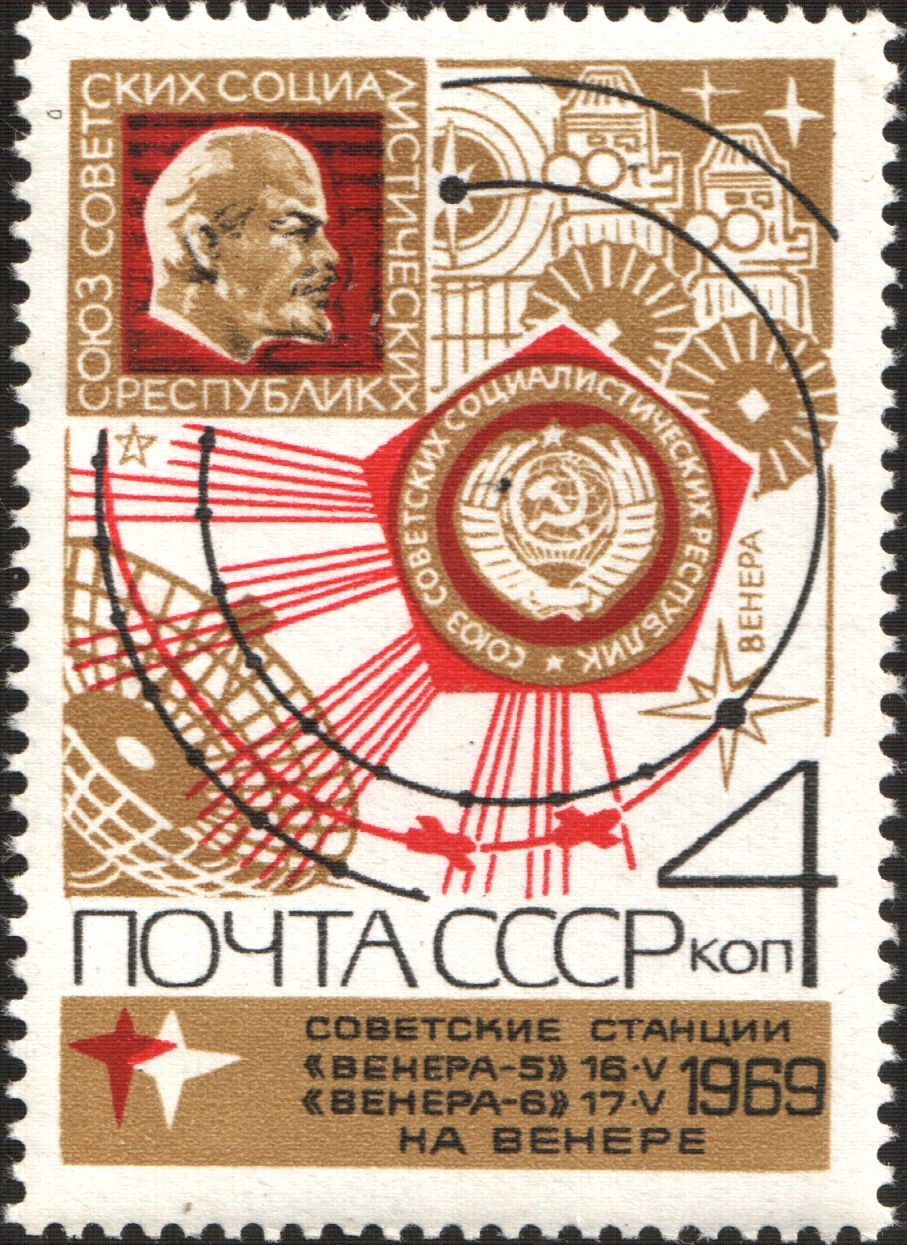
Beeltenis van Lenin en wapen van de Sovjet-Unie op Russische postzegel

### Uitrusting moederschip
Het moederschip van Venera 6 was uitgerust met de volgende instrumenten:
- Detectoren voor opsporing van geladen deeltjes in de interplanetaire ruimte.
- Kosmische stralingsmeter.
- Magnetometer.
- Ultraviolet fotometer.

Voor communicatie beschikte het vaartuig over een schotelantenne van 2,30 m diameter. Energie verkreeg het moederschip door zonnepanelen. Met uitgeklapte panelen bedroeg de spanwijdte 4,00 m en de hoogte 3,50 m. Deze Venussonde had een totaalgewicht van 1130 kg. Uit propagandaoverwegingen bevond zich tevens een medaillon met het wapen van de Sovjet-Unie en een beeltenis van Lenin aan boord.

### Uitrusting lander
- Radarhoogtemeter.
- Drie dubbel uitgevoerde barometers, met ieder een eigen bereik. De eerste had een bereik van 0,13 tot 6,6 atm. De tweede van 0,66 tot 26 atm en de derde van 1 tot 39 atm.
- Twee platina weerstandsthermometers.
- Densitometer.
- Fotometer voor onderzoek naar het Ashen licht. Een nog onverklaarbaar verschijnsel, waardoor de nachtzijde van Venus af en toe oplicht.
- Gasanalyse instrumenten, om de samenstelling van de atmosfeer nauwkeuriger te bepalen. Venera 5 en 6 kwamen praktisch gelijktijdig aan. Beide sondes namen hun metingen op verschillende hoogtes om deze te vergelijken. Venera 6 deed dit bij 2 en 10 atm, bij een hogere druk dus dieper in de atmosfeer dan 5.

De lander beschikte over een batterij met een levensduur van 100 minuten. De bolvormige capsule had een diameter van 1,00 m en een gewicht van 405 kg.

## Verloop van de missie

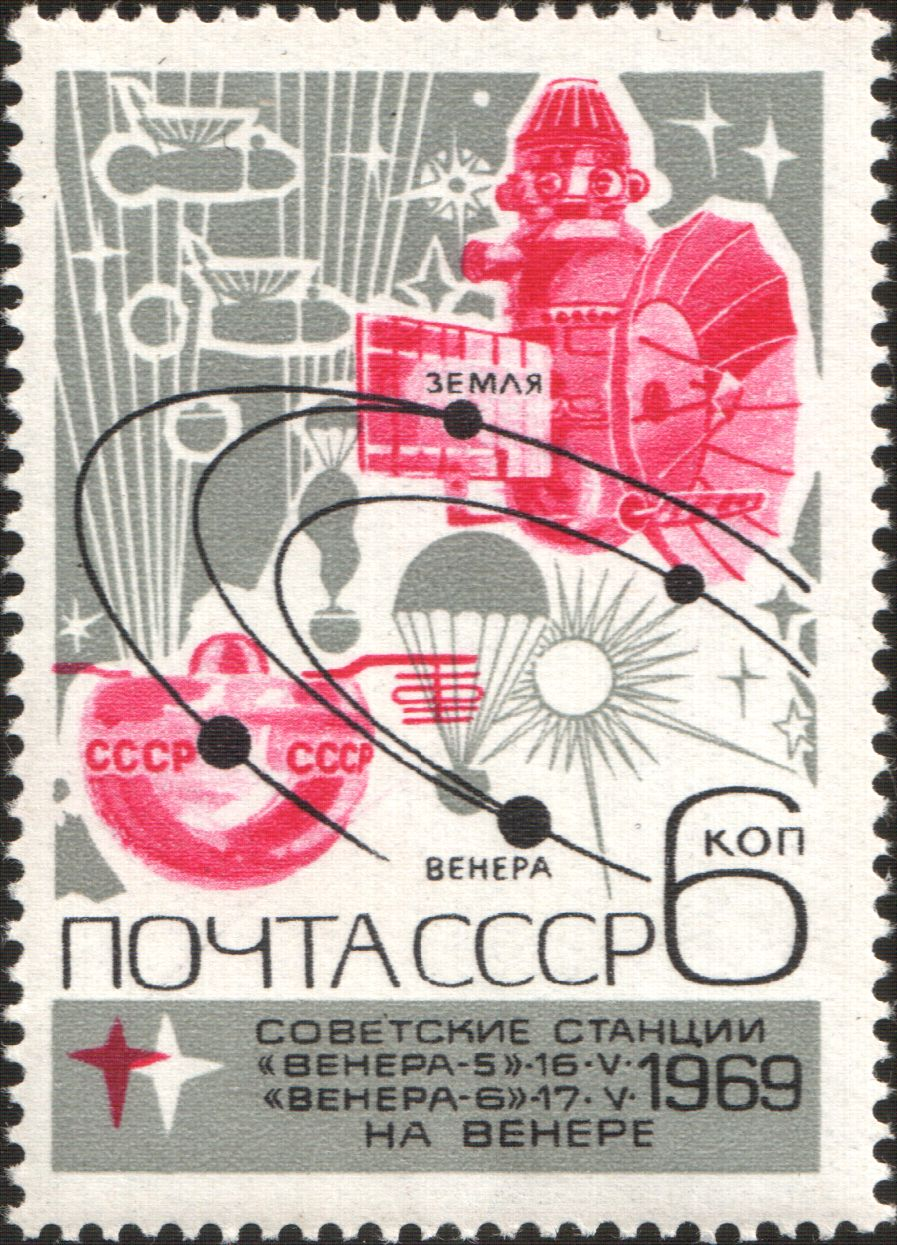
Russische postzegel ter ere van Venera 5 en 6

### Lancering en vlucht naar Venus
Venera 6 werd gelanceerd op 10 januari 1969 met een A-2-e Molniya draagraket vanaf Tjoeratam te Bajkonoer. Na het bereiken van een parkeerbaan zette de laatste trap het toestel op koers naar Venus. Tijdens de vlucht vond op 16 maart 1969 een koerscorrectie plaats, op 15,7 miljoen km van de Aarde. De vluchtleiding zocht 63 maal contact met de sonde; na een voorspoedige vlucht naderde Venera 6 half mei zijn doel.

### Afdaling
Op een afstand van 25.000 km ontkoppelde Venera 6 de landingscapsule. Deze drong op 17 mei 1969 met een snelheid van 11,17 km/s (40.212 km/uur) de Venusiaanse dampkring aan de nachtzijde binnen. De uiterst dichte atmosfeer remde de bol sterk af; vervolgens ontplooide de remparachute. Iedere 45 seconden seinde de capsule gegevens naar de Aarde. Na 51 minuten stopten de signalen, op een hoogte van 10 à 12 km en een positie van 23° O en 5° Z. De gemeten luchtdruk bedroeg 26 atm bij een temperatuur van 320°C, net voor de bol zijn ontwerpspecificaties overschreed. Venera 5 nam dezelfde druk waar op aanzienlijk grotere hoogte. Één mogelijkheid is dat het toestel neerkwam op een berg of hoog plateau, een andere mogelijke oorzaak is een tijdens de afdaling beschadigde hoogtemeter, die daardoor onjuiste gegevens verschafte. Venera 6 raakte niet oververhit, de temperatuur binnenin nam tijdens de afdaling toe van 13 tot 28°C. De capsule begaf het dus onder de hoge luchtdruk.
De fotometer functioneerde niet. De samenstelling van de atmosfeer werd ingeschat op 93 tot 97% CO2, aangevuld met sporen van stikstof, zuurstof en inerte gassen. Dit bevestigde de waarnemingen van Venera 4. De overgeseinde gegevens wezen op een druk van 60 atm en een temperatuur van 400°C aan de oppervlakte van Venus. Dit stond in schril contrast met de waarnemingen van Venera 4, die op een druk van 75 atm bij 500°C wezen. Samen met de gegevens die Venera 5 verzamelde, konden wetenschappers nu een betere inschatting maken van de samenstelling van de atmosfeer van Venus.